# Ľudovít Cvetler
Ľudovít Cvetler (Cseklész, 1938. szeptember 17. –) olimpiai ezüstérmes csehszlovák válogatott szlovák labdarúgó, csatár.

## Pályafutása

### Klubcsapatban
1959 és 1969 között a Slovan Bratislava labdarúgója volt. Három csehszlovák kupagyőzelmet ért el az együttessel. Tagja volt az 1968–69-es idényben KEK-győztes csapatnak. 1969 és 1972 között a belga Standard de Liège játékosa volt, ahol két bajnok címet szerzett. 1972 és 1974 között a Zbrojovka Brno együttesében szerepelt és fejezte be az aktív játékot.

### A válogatottban
1964-ben két alkalommal szerepelt a lcsehszlovák válogatottban. Tagja volt az 1964-es tokiói olimpiai játékokon ezüstérmes csapatnak.

## Sikerei, díjai
Csehszlovákia
- Olimpiai játékok
  - ezüstérmes: 1964, Tokió

 Slovan Bratislava
- Csehszlovák kupa
  - győztes (3): 1962, 1963, 1968
- Kupagyőztesek Európa-kupája (KEK)
  - győztes: 1968–69

 Standard de Liège
- Belga bajnokság
  - bajnok (2): 1969–70, 1970–71